# Hoa hậu Quốc tế 2012
Hoa hậu Quốc tế 2012 là cuộc thi Hoa hậu Quốc tế lần thứ 52, diễn ra vào ngày 21 tháng 10 năm 2012 tại Tòa nhà đấu trường tỉnh Okinawa, Naha, Nhật Bản. Cuộc thi năm nay có tổng cộng 69 thí sinh đại diện cho các quốc gia và vùng lãnh thổ. Trong đêm chung kết, Hoa hậu Quốc tế 2011 Fernanda Cornejo đến từ Ecuador đã trao lại vương miện cho thí sinh nước chủ nhà, cô Ikumi Yoshimatsu. Đây là lần đầu tiên xứ sở hoa anh đào chiến thắng cuộc thi này.
Tuy nhiên, chỉ trước khi kết thúc nhiệm kỳ, cô đã bị tước vương miện. Ngôi vị Hoa hậu của cô cũng không được thay thế bởi Á hậu 1. Đây là cuộc thi sắc đẹp thứ hai có trường hợp người chiến thắng ban đầu bị truất ngôi nhưng không có Á hậu thay thế. Tổ chức Hoa hậu Quốc tế đưa ra thông báo vì lí do cá nhân nên cô sẽ không đồng hành cùng cuộc thi năm sau.

## Thông tin cuộc thi
Ngày 8 tháng 6 năm 2012 bà Akemi Shimomura, Chủ tịch Tổ chức Hoa hậu Quốc tế thông báo trên trang Facebook rằng cuộc thi năm nay sẽ tiếp tục tổ chức ở Nhật Bản.

## Kết quả

### Thứ hạng
| Kết quả              | Thí sinh |
| -------------------- | --- |
| Hoa hậu Quốc tế 2012 | - Nhật Bản – Ikumi Yoshimatsu |
| Á hậu 1              | - Phần Lan – Viivi Suominen |
| Á hậu 2              | - Sri Lanka – Madusha Mayadunne |
| Á hậu 3              | - Cộng hòa Dominica – Melody Mir |
| Á hậu 4              | - Paraguay – Nicole Huber |
| Top 15               | - Brazil – Rafaela Butarelli - Colombia – Melissa Varón - Haiti – Anedie Azael - Ấn Độ – Rochelle Rao - Mexico – Jessica García Formenti - Namibia – Paulina Malulu - Philippines – Nicole Schmitz - Anh Quốc – Alize Lily Mounter - Hoa Kỳ – Amanda Renee Delgado - Venezuela – Blanca Aljibes |

### Các giải thưởng đặc biệt
| Giải thưởng                 | Thí sinh                        |
| --------------------------- | ------------------------------- |
| Hoa hậu Thân thiện          | - Mauritius – Ameeksha Dilchand |
| Hoa hậu Ảnh                 | - Nhật Bản – Ikumi Yoshimatsu   |
| Hoa hậu Tài năng            | - Nga – Ekaterina Meglinskaia   |
| Trang phục dân tộc đẹp nhất | - Honduras – Nicole Velasquez   |
| Miss Internet               | - Myanmar – Nang Khin Zay Yar   |
| Miss JOICFP                 | - Haiti – Anedie Azael          |

## Thí sinh tham gia
69 người đẹp tham dự cuộc thi năm nay:
| Quốc gia/Vùng lãnh thổ | Thí sinh                      | Tuổi | Chiều cao               | Quê hương                  |
| ---------------------- | ----------------------------- | ---- | ----------------------- | -------------------------- |
| Argentina              | Daiana Incandela              | 23   | 1,80 m (5 ft 11 in)     | Capital Federal            |
| Úc                     | Sarah Jane Fraser             | 21   | 1,70 m (5 ft 7 in)      | Newcastle                  |
| Belarus                | Anastasia Pogranichnaya       | 20   | 1,75 m (5 ft 9 in)      | Minsk                      |
| Bỉ                     | Alien Decock                  | 24   | 1,72 m (5 ft 7+1⁄2 in)  | Bruxelles                  |
| Belize                 | Destinee Arnold               | 19   | 1,68 m (5 ft 6 in)      | Roaring Creek              |
| Bolivia                | Stephanie Nuñez               | 20   | 1,74 m (5 ft 8+1⁄2 in)  | Pando                      |
| Brazil                 | Rafaela Butarelli             | 23   | 1,78 m (5 ft 10 in)     | Marília                    |
| Cameroon               | Francoise Odette Ngoumou      | 22   | 1,85 m (6 ft 1 in)      | Douala                     |
| Canada                 | Marta Jablonska               | 24   | 1,79 m (5 ft 10+1⁄2 in) | Hamilton                   |
| Trung Hoa Đài Bắc      | Nianyu Yu                     | 20   | 1,62 m (5 ft 4 in)      | Đài Bắc                    |
| Colombia               | Melissa Varón                 | 25   | 1,79 m (5 ft 10+1⁄2 in) | Santa Marta                |
| Costa Rica             | Natasha Sibaja                | 21   | 1,68 m (5 ft 6 in)      | Pérez Zeledón              |
| Đan Mạch               | Line Christiansen             | 18   | 1,70 m (5 ft 7 in)      | Århus                      |
| Cộng hòa Dominica      | Melody Mir                    | 23   | 1,77 m (5 ft 9+1⁄2 in)  | Santiago de los Caballeros |
| Ecuador                | Tatiana Loor                  | 21   | 1,73 m (5 ft 8 in)      | Santo Domingo              |
| El Salvador            | Marlin Ramirez                | 21   | 1,70 m (5 ft 7 in)      | San Salvador               |
| Estonia                | Xenia Likhacheva              | 23   | 1,71 m (5 ft 7+1⁄2 in)  | Tallinn                    |
| Phần Lan               | Viivi Suominen                | 25   | 1,75 m (5 ft 9 in)      | Turku                      |
| Pháp                   | Marion Amelineau              | 23   | 1,79 m (5 ft 10+1⁄2 in) | Givrand                    |
| Gabon                  | Channa Divouvi                | 21   | 1,77 m (5 ft 9+1⁄2 in)  | Libreville                 |
| Đức                    | Aline Marie                   | 25   | 1,76 m (5 ft 9+1⁄2 in)  | Munich                     |
| Gibraltar              | Kerrianne Massetti            | 24   | 1,81 m (5 ft 11+1⁄2 in) | Gibraltar                  |
| Guadeloupe             | Aude Belenus                  | 21   | 1,89 m (6 ft 2+1⁄2 in)  | Basse-Terre                |
| Guam                   | Chanel Cruz Jarrett           | 18   | 1,72 m (5 ft 7+1⁄2 in)  | Agana Heights              |
| Guatemala              | Christa Irene García González | 20   | 1,70 m (5 ft 7 in)      | Thành phố Guatemala        |
| Haiti                  | Anedie Azael                  | 23   | 1,77 m (5 ft 9+1⁄2 in)  | Port-au-Prince             |
| Honduras               | Nicole Velasquez              | 21   | 1,78 m (5 ft 10 in)     | Tegucigalpa                |
| Hồng Kông              | Chu Thiên Tuyết               | 24   | 1,70 m (5 ft 7 in)      | Hồng Kông                  |
| Hungary                | Claudia Kozma                 | 21   | 1,70 m (5 ft 7 in)      | Budapest                   |
| Ấn Độ                  | Rochelle Rao                  | 23   | 1,70 m (5 ft 7 in)      | Chennai                    |
| Indonesia              | Liza Elly Purnamasari         | 21   | 1,75 m (5 ft 9 in)      | Malang                     |
| Israel                 | Yael Markovich                | 23   | 1,68 m (5 ft 6 in)      | Haifa                      |
| Ý                      | Giulia Masala                 | 19   | 1,76 m (5 ft 9+1⁄2 in)  | Ploaghe                    |
| Nhật Bản               | Ikumi Yoshimatsu              | 25   | 1,70 m (5 ft 7 in)      | Saga                       |
| Hàn Quốc               | Lee Jung-bin                  | 19   | 1,74 m (5 ft 8+1⁄2 in)  | Gwangju                    |
| Latvia                 | Kristina Viluma               | 22   | 1,68 m (5 ft 6 in)      | Riga                       |
| Liban                  | Cynthia Moukarzel             | 24   | 1,65 m (5 ft 5 in)      | Beirut                     |
| Ma Cao                 | Cherry Ng                     | 25   | 1,68 m (5 ft 6 in)      | Ma Cao                     |
| Malaysia               | Mei Xian Teng                 | 21   | 1,76 m (5 ft 9+1⁄2 in)  | Perak                      |
| Mauritius              | Ameeksha Dilchand             | 25   | 1,76 m (5 ft 9+1⁄2 in)  | Port Louis                 |
| Mexico                 | Jessica García Formenti       | 22   | 1,79 m (5 ft 10+1⁄2 in) | La Paz                     |
| Mông Cổ                | Dolgion Delgerjav             | 21   | 1,77 m (5 ft 9+1⁄2 in)  | Ulaanbaatar                |
| Myanmar                | Nang Khin Zay Yar             | 24   | 1,68 m (5 ft 6 in)      | Taunggyi                   |
| Namibia                | Paulina Malulu                | 23   | 1,75 m (5 ft 9 in)      | Windhoek                   |
| Nepal                  | Subekshya Khadka              | 18   | 1,65 m (5 ft 5 in)      | Lalitpur                   |
| New Zealand            | Hannah Carson                 | 25   | 1,70 m (5 ft 7 in)      | Auckland                   |
| Nicaragua              | Reyna Perez                   | 20   | 1,75 m (5 ft 9 in)      | Chinandega                 |
| Panama                 | Karen Jordán                  | 23   | 1,73 m (5 ft 8 in)      | David                      |
| Paraguay               | Nicole Huber                  | 22   | 1,74 m (5 ft 8+1⁄2 in)  | Asunción                   |
| Peru                   | Rossmary Pizarro              | 25   | 1,75 m (5 ft 9 in)      | Iquitos                    |
| Philippines            | Nicole Schmitz                | 24   | 1,73 m (5 ft 8 in)      | Cebu                       |
| Ba Lan                 | Rozalia Mancewicz             | 25   | 1,75 m (5 ft 9 in)      | Bialystok                  |
| Bồ Đào Nha             | Joana Peta                    | 22   | 1,75 m (5 ft 9 in)      | Faro                       |
| Puerto Rico            | Ashley Ruiz                   | 24   | 1,75 m (5 ft 9 in)      | Rincón                     |
| Nga                    | Ekaterina Meglinskaia         | 20   | 1,75 m (5 ft 9 in)      | Saratov                    |
| Singapore              | Leong Ying Mae                | 22   | 1,75 m (5 ft 9 in)      | Singapore                  |
| Slovakia               | Denisa Krajčovičová           | 24   | 1,72 m (5 ft 7+1⁄2 in)  | Bratislava                 |
| Tây Ban Nha            | Ana Amparo Crespo             | 22   | 1,76 m (5 ft 9+1⁄2 in)  | Valencia                   |
| Sri Lanka              | Madusha Mayadunne             | 25   | 1,76 m (5 ft 9+1⁄2 in)  | Colombo                    |
| Suriname               | Wynona Redmond                | 25   | 1,75 m (5 ft 9 in)      | Paramaribo                 |
| Thụy Điển              | Katarina Konow                | 19   | 1,74 m (5 ft 8+1⁄2 in)  | Stockholm                  |
| Tahiti                 | Ariirau Sandras               | 22   | 1,74 m (5 ft 8+1⁄2 in)  | Papeete                    |
| Thái Lan               | Rungsinee Panjaburi           | 21   | 1,67 m (5 ft 5+1⁄2 in)  | Lamphun                    |
| Thổ Nhĩ Kỳ             | Meltem Tüzüner                | 23   | 1,78 m (5 ft 10 in)     | Istanbul                   |
| Ukraine                | Julia Gershun                 | 23   | 1,76 m (5 ft 9+1⁄2 in)  | Dnepropetrovsk             |
| Anh Quốc               | Alize Lily Mounter            | 24   | 1,79 m (5 ft 10+1⁄2 in) | Luân Đôn                   |
| Hoa Kỳ                 | Amanda Renee Delgado          | 22   | 1,75 m (5 ft 9 in)      | Los Angeles                |
| Quần đảo Virgin (Mỹ)   | Vanessa Donastorg             | 23   | 1,79 m (5 ft 10+1⁄2 in) | Saint Thomas               |
| Venezuela              | Blanca Aljibes                | 24   | 1,79 m (5 ft 10+1⁄2 in) | Valencia                   |

## Chú ý

### Tham gia lần đầu
| - Cameroon - Gibraltar - Haiti | - Namibia - Quần đảo Virgin (Mỹ) |

### Trở lại
| - Lần cuối tham gia vào năm 1961: - Myanmar (với tư cách là Miến Điện) - Lần cuối tham gia vào năm 2005: - Israel | - Lần cuối tham gia vào năm 2008: - Suriname - Lần cuối tham gia vào năm 2009: - Argentina - Gabon | - Lần cuối tham gia vào năm 2010: - Canada - Mauritius - Nicaragua - Sri Lanka - Anh Quốc |

### Bỏ cuộc
| - Aruba - Trung Quốc – Zhang Chengcheng - Cuba - Georgia – Mariam Girmisashvili - Hawaii - Kyrgyzstan - Hà Lan | - Romania - Nam Phi – Donique Leonard - Tanzania – Winfrida Dominic - Trinidad và Tobago - Việt Nam - Zimbabwe |

### Không tham gia
- Ethiopia – Melkam Endale